# Jorge Sáenz de Miera Colmeiro
Jorge Sáenz de Miera Colmeiro (nascut el 17 de novembre de 1996), conegut simplement com a Jorge, és un futbolista professional espanyol que juga com a defensa central del CD Leganés.

## Carrera de club

### Tenerife
Nascut a Santa Cruz de Tenerife, Illes Canàries, Jorge va començar a jugar a l'equip juvenil del CD Tenerife. Va fer el seu debut com a sènior amb el filial la temporada 2012-13, a Tercera Divisió.
Jorge va jugar el seu primer partit com a professional el 4 de gener de 2015, començant com a titular en un empat 1-1 a casa contra l'Sporting de Gijón a Segona Divisió. El 20 d'agost va ascendir definitivament al primer equip.
El 31 de gener de 2016, Jorge va ser expulsat per dues amonestacions en la primera meitat d'una derrota per 2-1 contra el Gimnàstic de Tarragona. Va marcar el seu primer gol a la Lliga el 21 de gener de 2018, però en una derrota a casa per 1-3 davant el FC Barcelona B.

### València
Jorge va signar un contracte de cinc anys amb el club de la Lliga Valencia CF el 25 de febrer de 2019 amb un traspàs de 3 milions d'euros, i l'acord es va fer efectiu l'1 de juliol. El 15 de juliol, va ser cedit a un altre equip de la lliga, el RC Celta de Vigo amb un contracte de cessió de dos anys, amb l'opció de fer l'acord permanent per 7 milions d'euros com a part de l'acord que va veure Maxi Gómez anar en la direcció contrària. Va debutar a la competició dos mesos després, rebent una targeta vermella directa al minut deu en una eventual derrota per 2-0 a casa contra el Granada CF.
El 28 de juliol de 2021, Jorge va ser cedit al CS Marítimo de la Primeira Liga portuguesa per un any. El 29 de gener següent, però, va marxar al CD Mirandés també amb un contracte temporal.

### Leganés
El 5 de juliol de 2022, Jorge es va traslladar al CD Leganés també a segona divisió, amb un contracte de cessió d'un any amb clàusula de rescissió. El juliol de 2023, hi va signar un contracte permanent per dos anys.

## Vida personal
El germà gran de Jorge, Germán, també era futbolista, també format a Tenerife.